# Massacre du canyon del Muerto
Guerres navajos
Le massacre du canyon del Muerto est un épisode des guerres navajos qui eut lieu le 17 janvier 1805 dans le canyon del Muerto, partie du Monument national du Canyon de Chelly, dans l'État actuel de l'Arizona. 115 Navajos — pour la plupart des femmes, personnes âgées et enfants — qui avaient trouvé refuge dans un abri sous roche furent tués par un détachement de l'armée espagnole conduite par le lieutenant Antonio Narbona (en).
Le site est désormais connu sous le nom de « Massacre Cave ».